# Emangioblastoma
Gli emangioblastomi sono tumori del sistema nervoso centrale originati dal sistema vascolare, generalmente durante la mezza età. A volte questi tumori si verificano in altri siti come il midollo spinale e la retina. Possono essere associati ad altre malattie come la policitemia (aumento della conta delle cellule del sangue), cisti pancreatiche e sindrome di von Hippel-Lindau (sindrome VHL). Gli emangioblastomi sono più comunemente composti da cellule stromali nei piccoli vasi sanguigni e di solito si verificano nel cervelletto, nel tronco encefalico o nel midollo spinale. Sono classificati come tumori di primo grado secondo il sistema di classificazione dell'Organizzazione Mondiale della Sanità (OMS).

## Presentazione

### Complicazioni
Gli emangioblastomi possono causare un numero anormalmente elevato di globuli rossi nel flusso sanguigno a causa della produzione ectopica dell'ormone eritropoietina come una sindrome paraneoplastica.

## Patogenesi
Gli emangioblastomi sono composti da cellule endoteliali, periciti e cellule stromali. Nella sindrome VHL il soppressore del tumore Von Hippel-Lindau (pVHL) è disfunzionale, generalmente a causa di mutazione e/o silenziamento genico. In circostanze normali, il pVHL è coinvolto nell'inibizione del fattore 1 α inducibile dall'ipossia (HIF-1α) per degradazione proteasomica mediata dall'ubiquitina. In queste cellule disfunzionali il pVHL non può degradare l'HIF-1α, causandone l'accumulo. L'HIF-1α provoca la produzione del fattore di crescita dell'endotelio vascolare, del fattore B di crescita derivato dalle piastrine, dell'eritropoietina e del fattore di crescita trasformante alfa, che agiscono stimolando la crescita delle cellule all'interno del tumore.

## Diagnosi

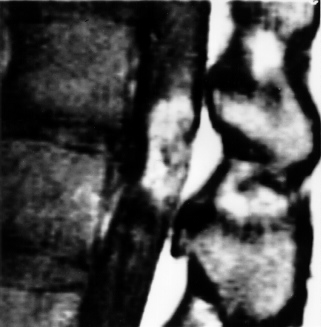
L'imaging a risonanza magnetica potenziata del conus medullaris e della cauda equina del paziente con VHL raffigura un emangioblastoma del cono con estensione nelle radici nervose.

La diagnosi primaria viene fatta con una tomografia assiale computerizzata (TAC). Su una TAC, l'emangioblastoma si presenta come una regione ben definita, a bassa attenuazione nella fossa cranica posteriore con un nodulo che si accresce sulla parete. A volte sono presenti più lesioni.

## Trattamento
Il trattamento dell'emangioblastoma è l'escissione chirurgica del tumore. Sebbene di solito sia semplice da eseguire, in circa il 20% dei pazienti si verificano recidive o più tumori in un sito diverso. Anche la radiochirurgia Gamma Knife e l'LINAC sono state impiegate per trattare con successo la recidiva e controllare la crescita tumorale degli emangioblastomi cerebellari.

## Prognosi
L'esito dell'emangioblastoma è molto buono, se è possibile ottenere l'estrazione chirurgica del tumore; l'escissione è possibile nella maggior parte dei casi e il deficit neurologico permanente è raro e può essere evitato del tutto se il tumore viene diagnosticato e trattato in anticipo. Le persone con sindrome VHL hanno una prognosi peggiore rispetto a quelle che hanno tumori sporadici poiché quelle con sindrome VHL di solito hanno più di una lesione.

## Epidemiologia
L'emangioblastoma è tra i tumori del sistema nervoso centrale più rari e rappresenta meno del 2%. Gli emangioblastomi di solito si verificano negli adulti, ma i tumori possono comparire nella sindrome VHL in età molto più giovane. Uomini e donne sono approssimativamente allo stesso rischio. Sebbene possano verificarsi in qualsiasi sezione del sistema nervoso centrale, di solito si verificano in entrambi i lati del cervelletto, del tronco encefalico o del midollo spinale.

## Immagini addizionali

Micrografie dell'emangioblastoma cerebellare. Colorazione HPS.
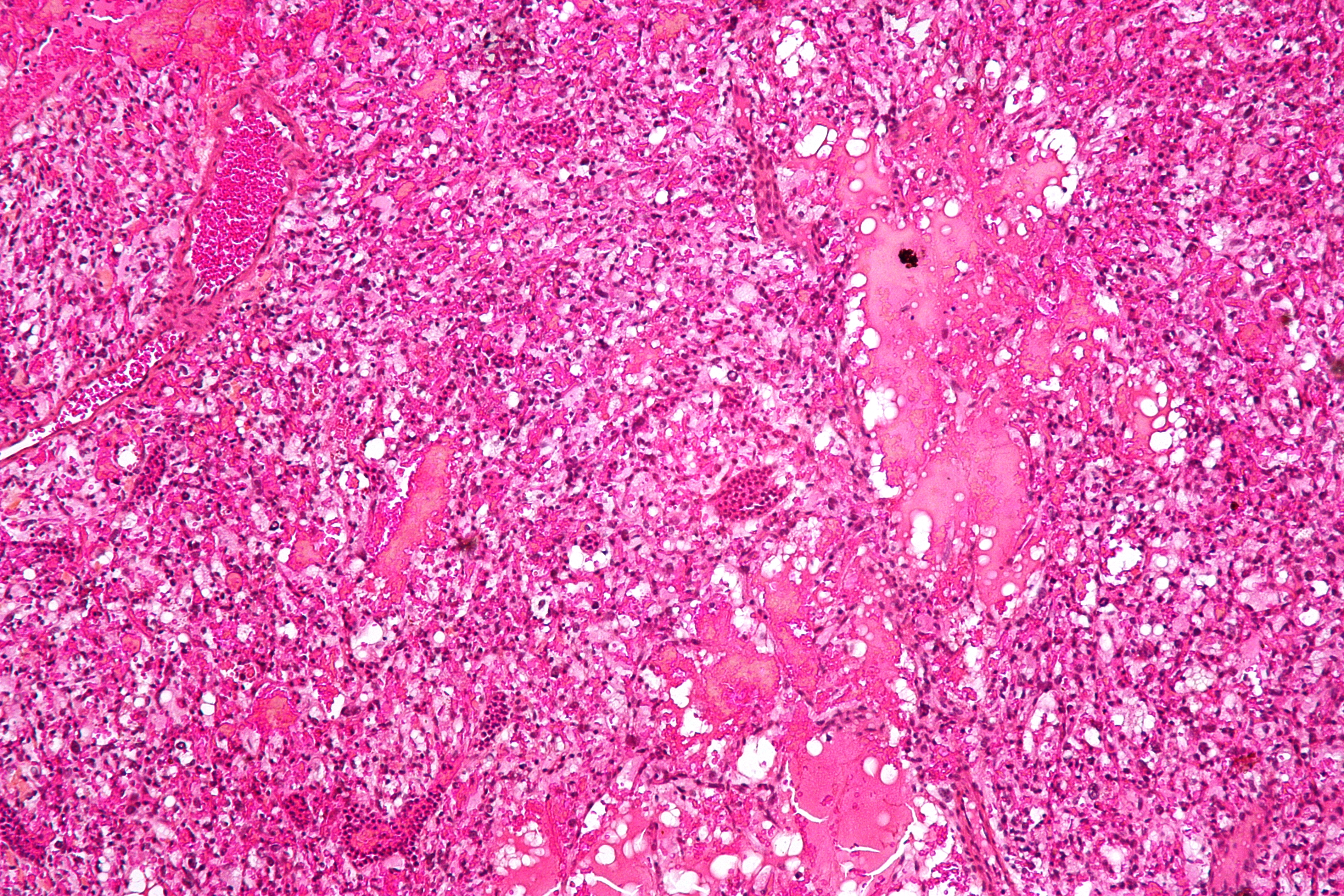
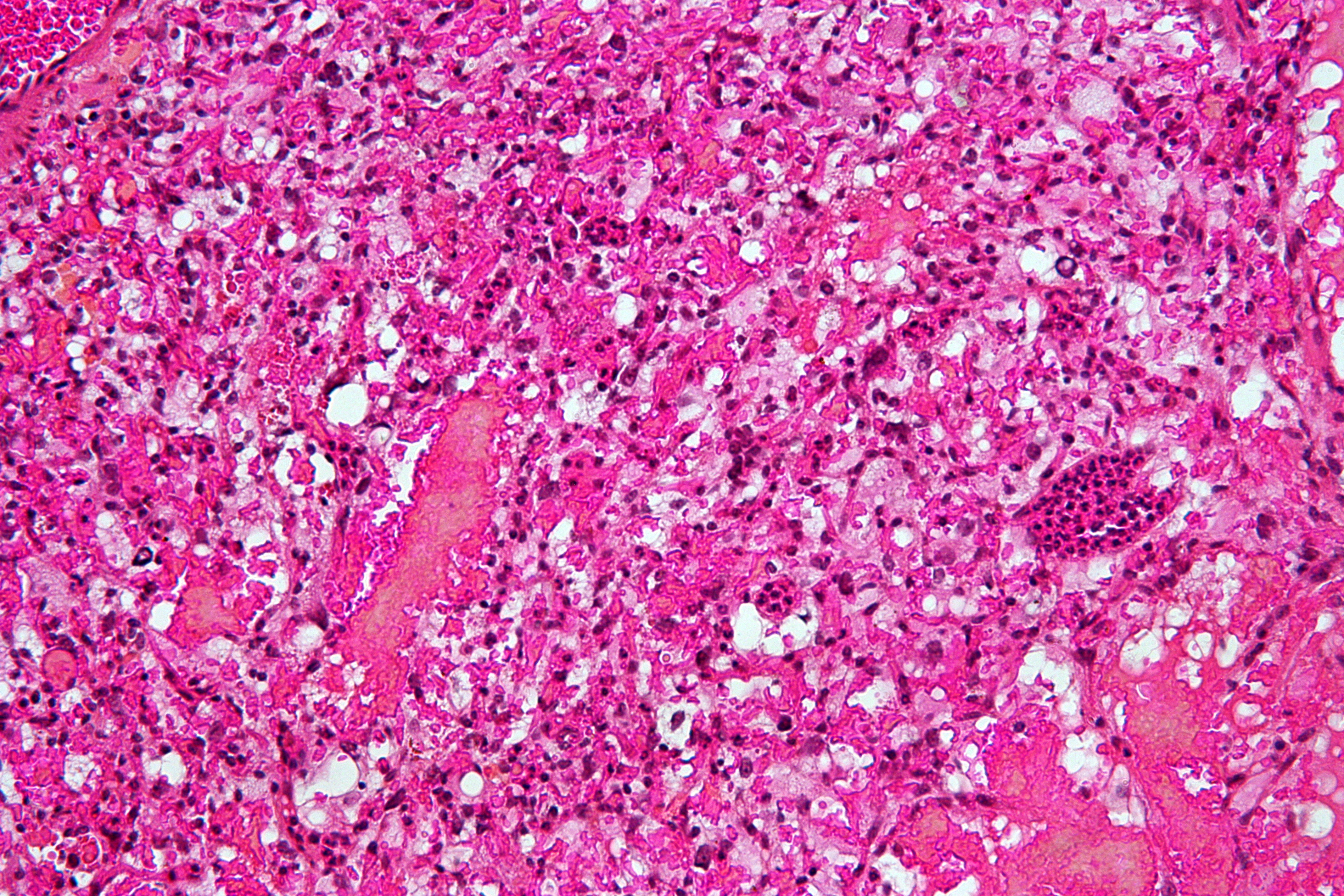

Emangioblastomi nella malattia di von Hippel-Lindau.
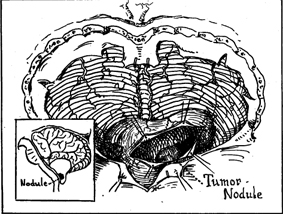
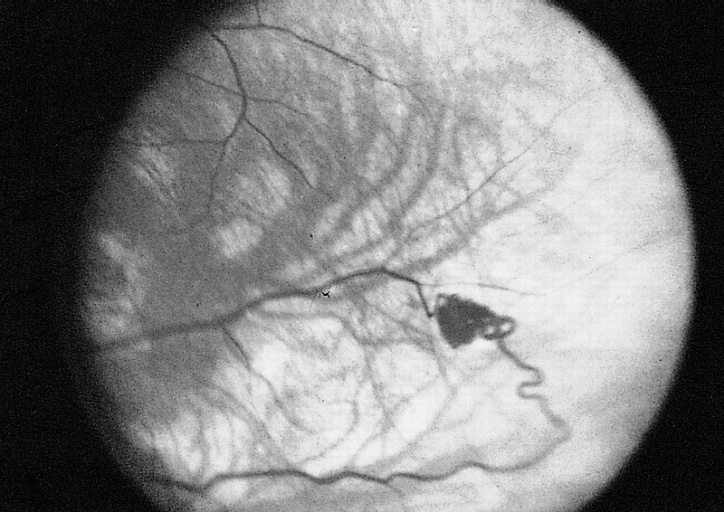

Istopatologia degli emangioblastomi.
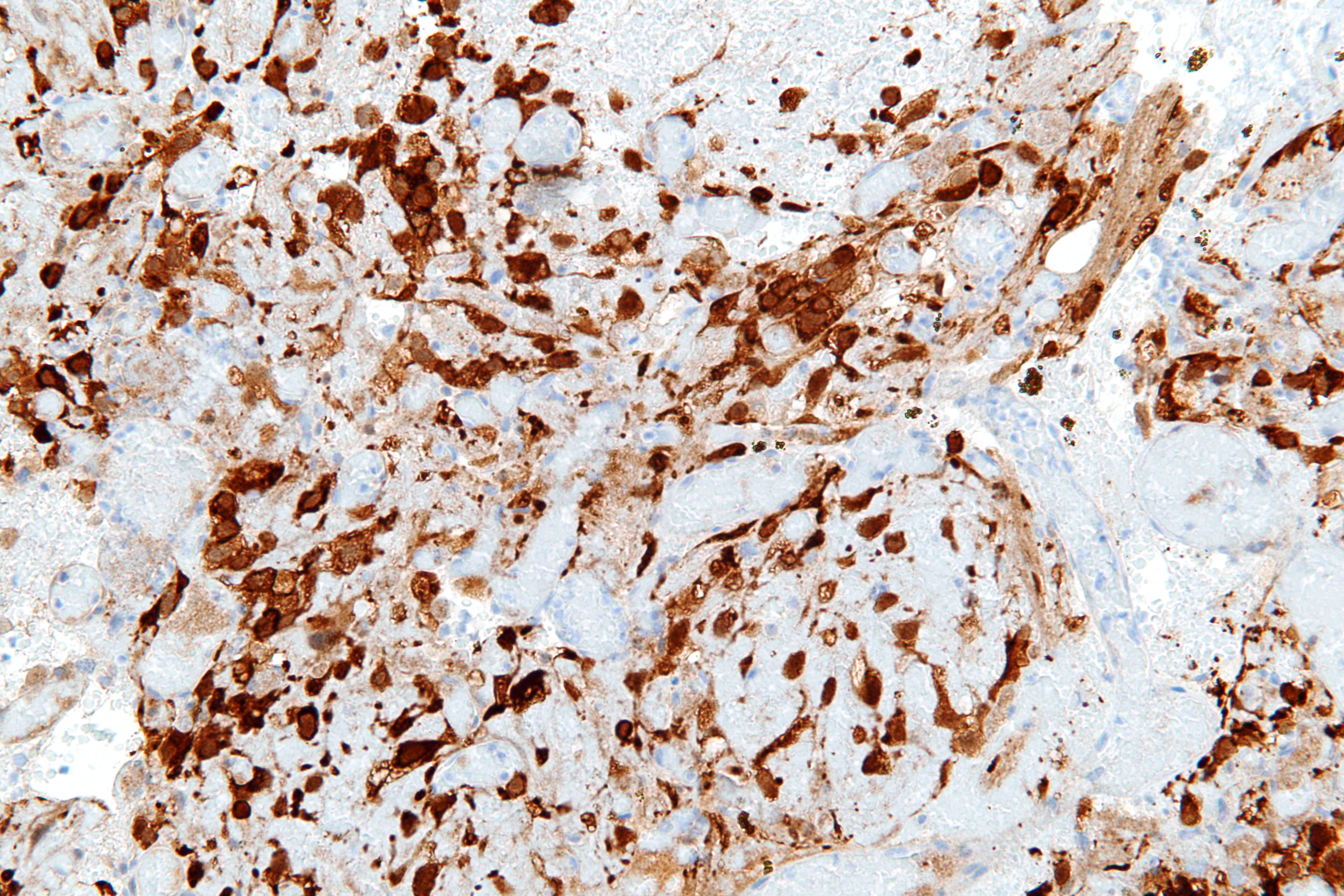
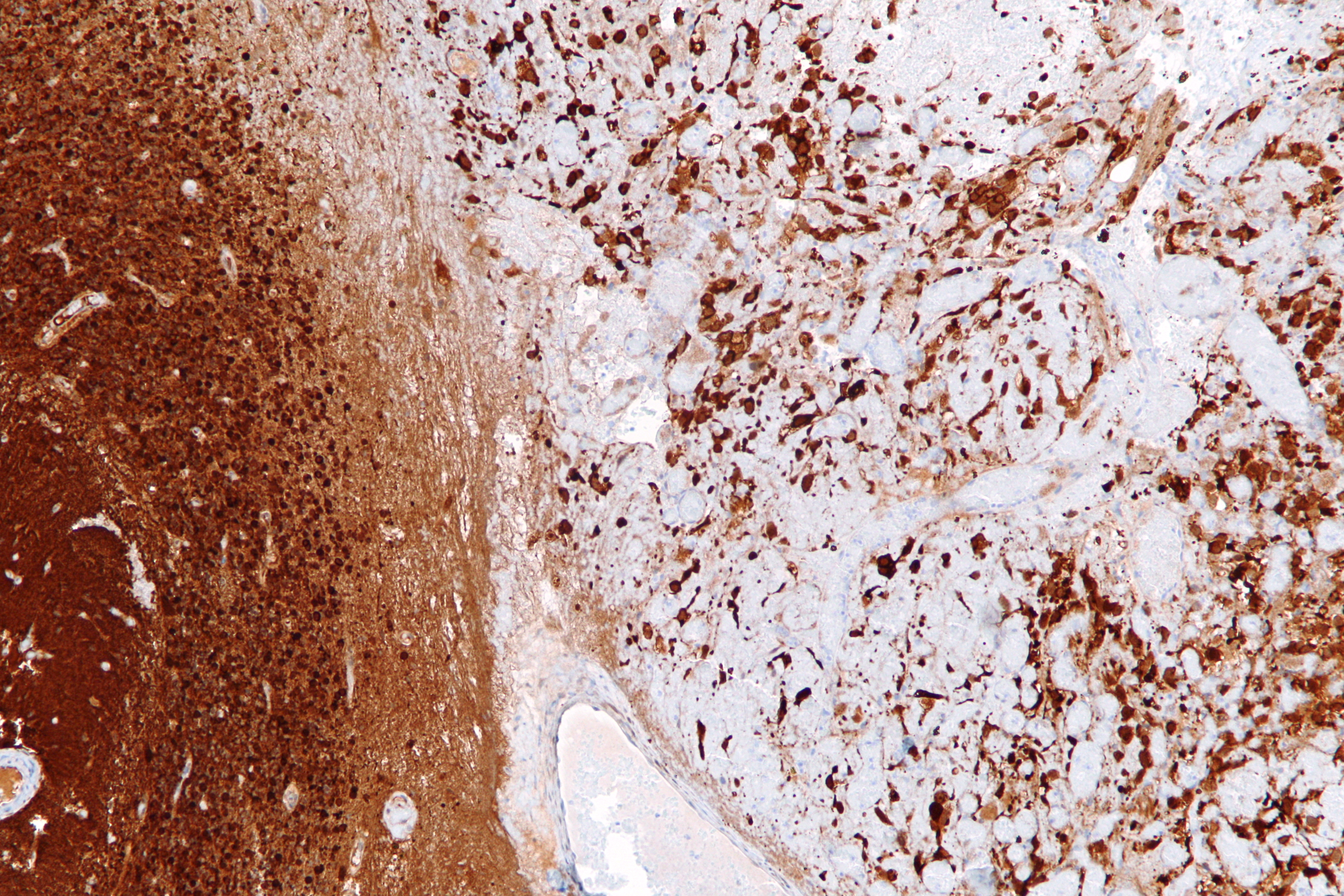
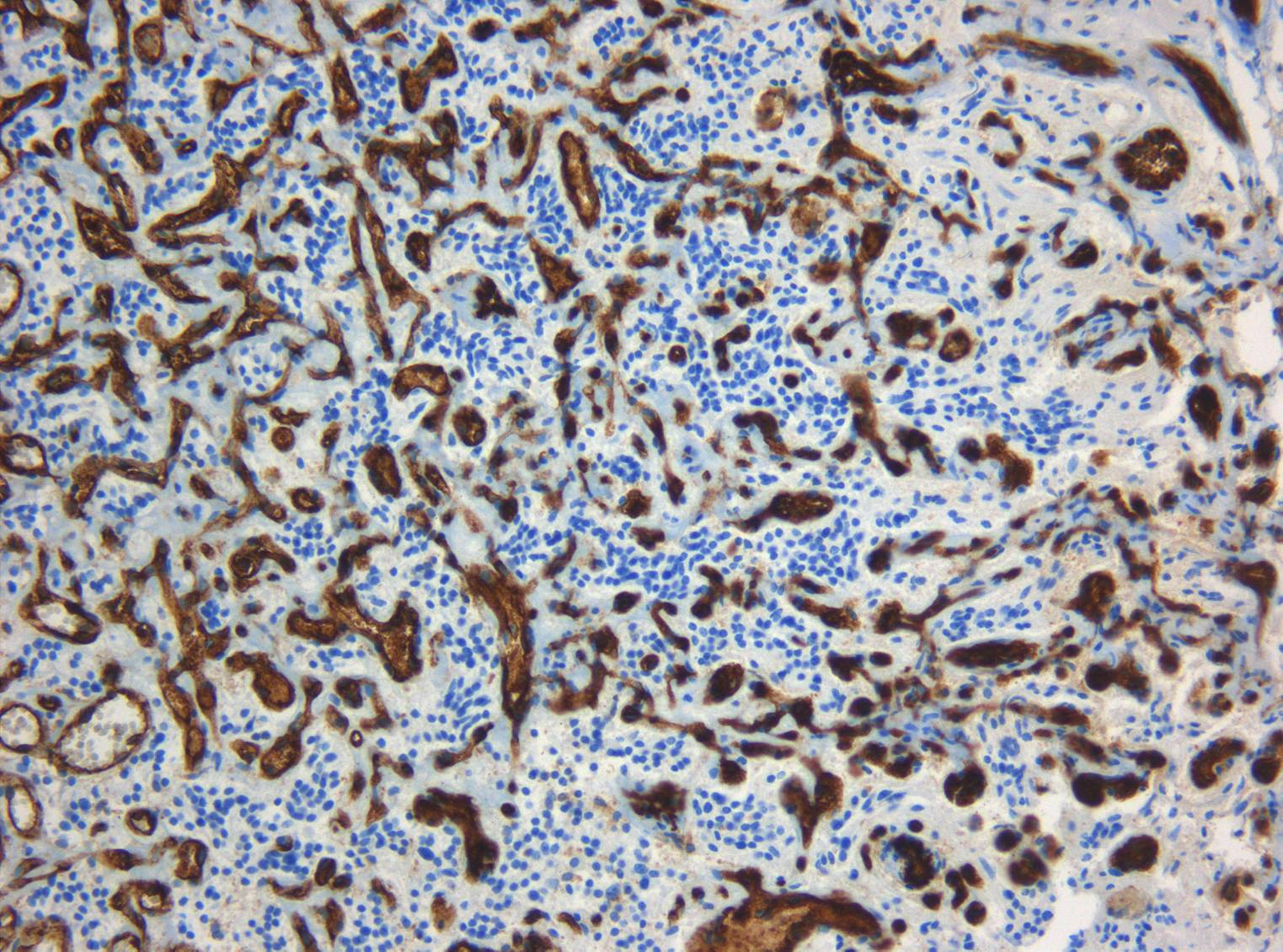
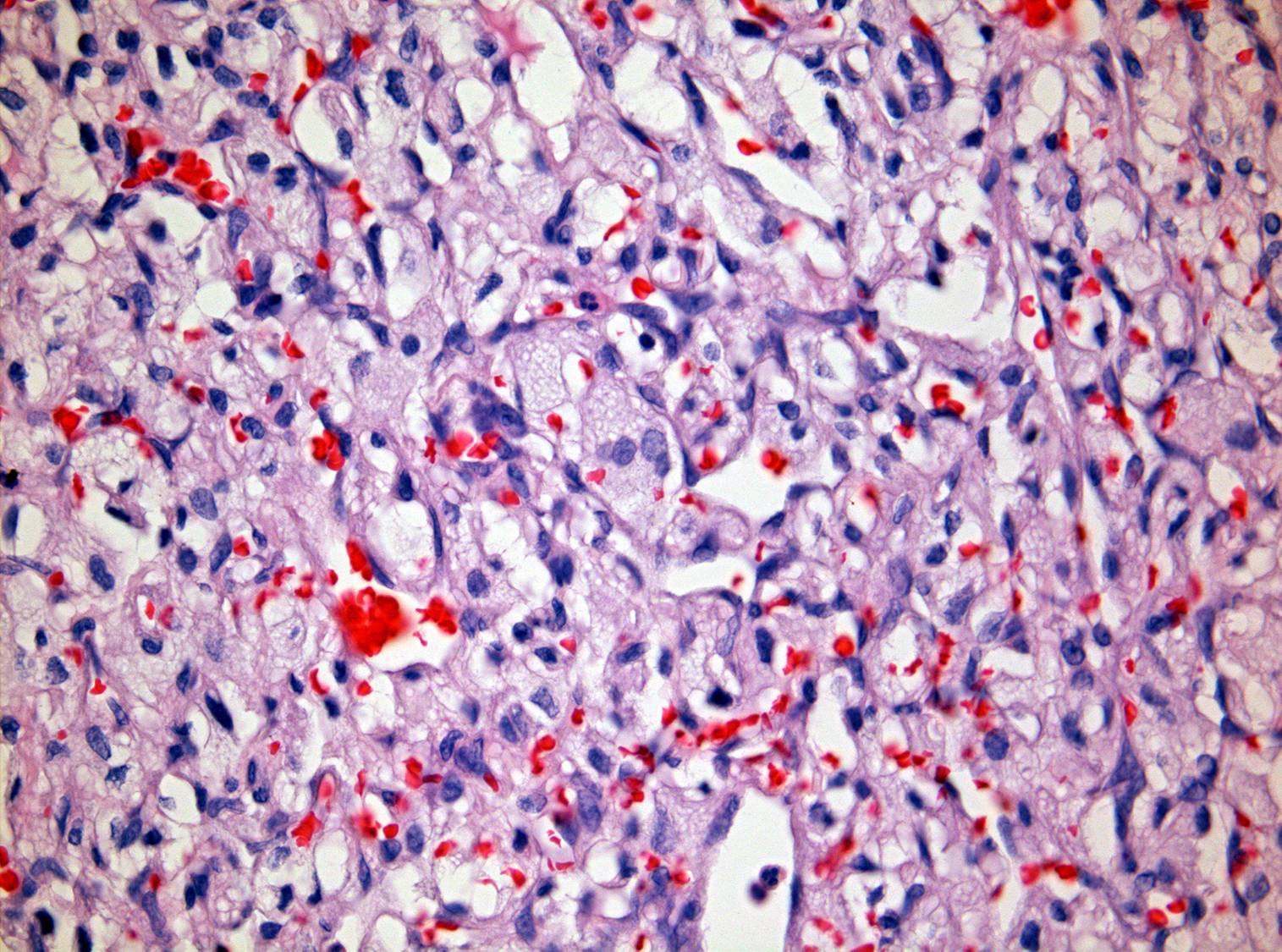

Risonanza magnetica degli emangioblastomi nella malattia di von Hippel-Lindau.
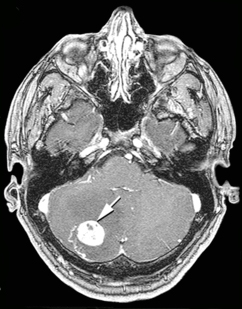
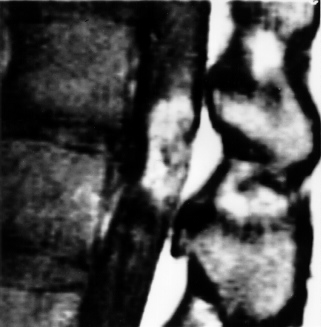
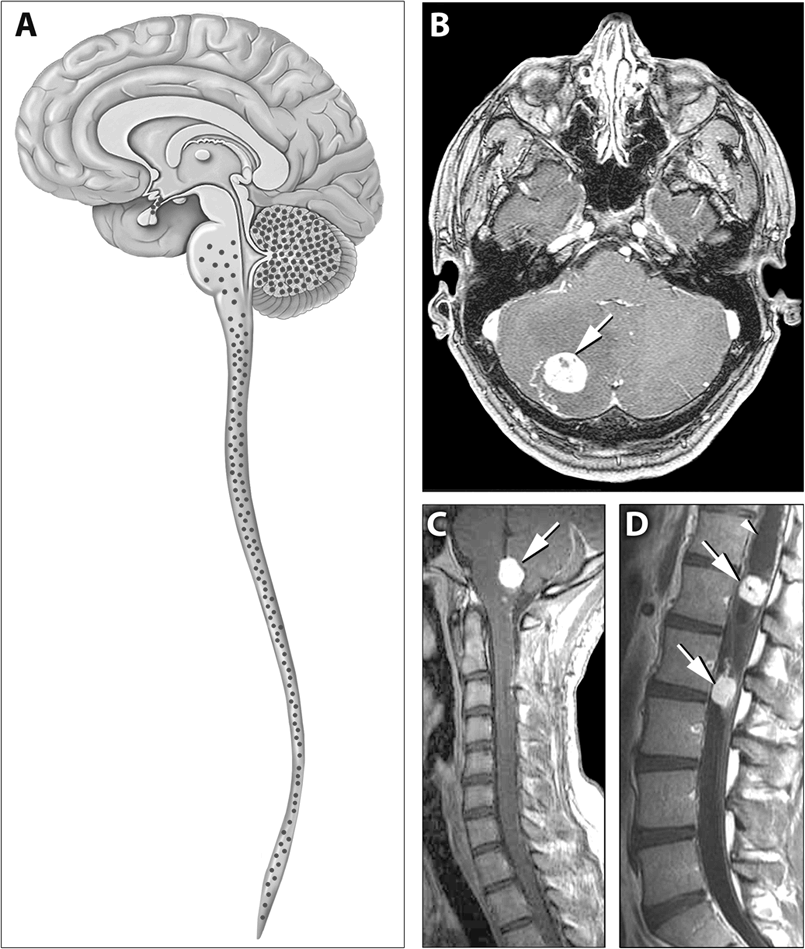
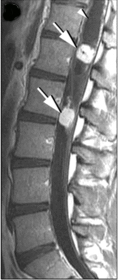
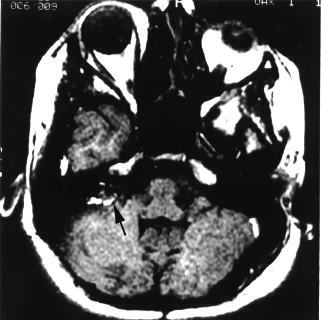